# Dora Manchado
Dora Manchado (Camusu Aike, Argentina, 1934 - Río Gallegos, 4 de enero de 2019) fue una mujer argentina, última hablante del tehuelche y profesora de la lengua. Gracias a ella, varios científicos tuvieron la oportunidad de documentar esta lengua durante un momento en que los hablantes nativos iban desapareciendo.

## Biografía
Dora nació en el año 1934 en la reserva Camusu Aike, que se encuentra entre las localidades de Río Gallegos y El Calafate. Allí aprendió el idioma tehuelche, hablándolo con sus parientes. De joven salió de la reserva y comenzó a trabajar en estancias y en El Calafate, estableciéndose en Río Gallegos en la década de 1960.
Cuando su hermana y sus amigos murieron, ella dejó de hablar el idioma ya que no tenía con quién hablar. Desde 2011, se desempeñó como docente de cursos de reintroducción de la lengua tehuelche en un programa del Ministerio de Educación argentino y el equipo de la Coordinación EIB (Educación Intercultural Bilingüe). Se dice que una de las razones de la pérdida de la lengua tehuelche es el racismo, ya que los tehuelches fueron condenados al ostracismo, ridiculizados y avergonzados, por lo que los padres no educaron a sus hijos en el idioma.

En 2018, el antropólogo Javier Domingo trabajó con Dora Manchado durante unos cuatro meses para registrar la evolución de la lengua. De hecho, muchas obras anteriores tenían una base folclórica, precisamente para atraer el turismo. Domingo grabó las sesiones con la intención de preservar el idioma, y en su vídeo final agradeció a Manchado por toda su ayuda. Manchado solo respondió:
Aio t nash ‘a’ieshm ten kot ‘awkko (Tal vez mañana alguien hable tehuelche).
Falleció el 4 de enero de 2019 en la ciudad de Río Gallegos.

## Premios y reconocimientos
- En vida fue declarada patrimonio cultural viviente de la provincia de Santa Cruz. 

- Un capítulo de la serie Guardianes de la lengua está dedicado a Dora Manchado y los Tehuelche.
- En 2021 se inauguró la calle Dora Manchado en el barrio El Faro, Río Gallegos.